# Tivoli Gardens Football Club
Il Tivoli Gardens Football Club è una società calcistica con sede a Kingston in Giamaica.
Fondato nel 1970, il club milita nel Campionato giamaicano di calcio.

## Storia
Il Tivoli Gardens è stato fondato nel 1957 con il nome di Club Deportivo Jamaica Tivoli Gardens de Kingston e comprendeva la sezione calcistica e la sezione di atletica leggera. Inizialmente i giocatori indossavano una casacca rossa con una striscia nera, pantaloncini e calzettoni rossi. Per via della situazione economica non molto felice, la società utilizzava sempre le stesse casacche e mano mano che si lavavano il rosso andò per schiarirsi diventando quasi arancio. Nel periodo subito seguente la società vinse molte partite e molti tornei (non riconosciuti però dalla JFF) e si decise quindi di indossare casacche arancio-nere. Nel 1970 si decise di sopprimere la sezione di atletica leggera (a causa della sua impopolarità e dei suoi scarsi successi) e venne modificato il nome ufficiale nell'attuale "Tivoli Gardens Football Club" che creò un'iniziale disapprovazione da parte di alcuni sostenitori, perché essi volevano che il nome Kingston non fosse eliminato dal nome ufficiale. Col passare del tempo questi problemi sparirono. È la società calcistica più amata e più popolare di Kingston, soprattutto grazie ai suoi molteplici successi.

## Rosa 2012-2013
| N. |                     | Ruolo | Calciatore          |
| -- | ------------------- | ----- | ------------------- |
|    | Giamaica (bandiera) | P     | Deron Ducan         |
|    | Giamaica (bandiera) | P     | Davion Garrison     |
|    | Giamaica (bandiera) | P     | Edsel Scott         |
|    | Giamaica (bandiera) | D     | Fitzroy Campbell    |
|    | Giamaica (bandiera) | D     | Kemar Flemmings     |
|    | Giamaica (bandiera) | D     | Damion Gordon       |
|    | Giamaica (bandiera) | D     | Kasai Hinds         |
|    | Giamaica (bandiera) | D     | Christopher Jackson |
|    | Giamaica (bandiera) | D     | Barrington Pryce    |
|    | Giamaica (bandiera) | D     | Edroy Williams      |
|    | Giamaica (bandiera) | C     | Fabian Campbell     |
|    | Giamaica (bandiera) | C     | Lennox Creary       |

| N. |                     | Ruolo | Calciatore         |
| -- | ------------------- | ----- | ------------------ |
|    | Giamaica (bandiera) | C     | Shawn McKoy        |
|    | Giamaica (bandiera) | C     | Jamie Robinson     |
|    | Giamaica (bandiera) | C     | Keithy Simpson     |
|    | Giamaica (bandiera) | C     | Akeem Thenstead    |
|    | Giamaica (bandiera) | C     | Yohan Thomas       |
|    | Giamaica (bandiera) | C     | Raymond Williamson |
|    | Giamaica (bandiera) | C     | Keammar Daley      |
|    | Giamaica (bandiera) | A     | Jermaine Allen     |
|    | Giamaica (bandiera) | A     | Navion Boyd        |
|    | Giamaica (bandiera) | A     | Dane Kelly         |
|    | Giamaica (bandiera) | A     | Nicholas Scott     |
|    | Giamaica (bandiera) |       | Roybert Clarke     |
|    | Giamaica (bandiera) |       | Deno Schaffe       |

## Rosa 2008-2009
| N. |                     | Ruolo | Calciatore     |
| -- | ------------------- | ----- | -------------- |
|    | Giamaica (bandiera) | P     | Kwesi Campbell |
|    | Giamaica (bandiera) | P     | Leon Gordon    |
|    | Giamaica (bandiera) | P     | Horatio Nelson |
|    | Giamaica (bandiera) | P     | Edsel Scott    |
|    | Giamaica (bandiera) |       | Jermaine Allen |
|    | Giamaica (bandiera) |       | Michael Blygen |
|    | Giamaica (bandiera) | A     | Navion Boyd    |
|    | Giamaica (bandiera) | A     | Roland Dean    |
|    | Giamaica (bandiera) | D     | Damion Gordon  |
|    | Giamaica (bandiera) | C     | Denroy Gordon  |
|    | Giamaica (bandiera) | D     | Owen Gordon    |
|    | Giamaica (bandiera) | A     | Jermaine Gray  |
|    | Giamaica (bandiera) | C     | Steve Green    |
|    | Giamaica (bandiera) | D     | Dwight Heron   |

| N. |                     | Ruolo | Calciatore          |
| -- | ------------------- | ----- | ------------------- |
|    | Giamaica (bandiera) | D     | Kasai Hinds         |
|    | Giamaica (bandiera) | C     | Christopher Jackson |
|    | Giamaica (bandiera) | A     | Kemar Mills         |
|    | Giamaica (bandiera) | C     | Rupert Murray       |
|    | Giamaica (bandiera) |       | Ryan Reid           |
|    | Giamaica (bandiera) |       | Jermaine Simpson    |
|    | Giamaica (bandiera) |       | Orane Simpson       |
|    | Giamaica (bandiera) | C     | Craig Stewart       |
|    | Giamaica (bandiera) | C     | Jermaine Taylor     |
|    | Giamaica (bandiera) | D     | Jameel Thompson     |
|    | Giamaica (bandiera) | D     | Victor Thompson     |
|    | Giamaica (bandiera) | C     | Jerry Walters       |
|    | Giamaica (bandiera) | C     | Jerome Wedderburn   |

## Palmarès

### Competizioni nazionali
- National Premier League: 5

1983, 1999, 2004, 2009, 2011
- Flow Champions Cup: 3

1998-1999, 2005-2006, 2010-2011

### Altri piazzamenti
- National Premier League:

Secondo posto: 2007-2008
- Flow Champions Cup:

Finalista: 2007-2008, 2008-2009
- CFU Club Championship:

Finalista: 2004